# District Tabasaranski
District Tabasaranski (Russisch: Табасаранский райо́н) is een district in het zuidoosten van de Russische autonome republiek Dagestan. Het district heeft een oppervlakte van 801 vierkante kilometer en een inwonertal van 52.886 in 2010. Het administratieve centrum bevindt zich in Choetsjni.
Bestuurlijk centrum: Machatsjkala

Steden: Boejnaksk · Chasavjoert · Dagestanskieje Ogni · Derbent · Izberbasj · Joezjno-Soechokoemsk · Kaspiejsk · Kiziljoert · Kizljar

Districten: Achtynski · Achvachski · Agoelski · Akoesjinski · Babajoertovski · Boejnakski · Botlichski · Chasavjoertovski · Chivski · Choenzachski · Dachadajevski · Derbentski · Dokoezparinski · Gergebilski · Goembetovski · Goenibski · Kajakentski · Kajtagski · Karaboedachkentski · Kazbekovski · Kiziljoertovski · Kizljarski · Koelinski · Koemtorkalinski · Koerachski · Lakski · Levasjinski · Magaramkentski · Nogajski · Novolakski · Oentsoekoelski · Roetoelski · Sergokalinski · Sjamilski · Soelejman-Stalski · Tabasaranski · Taroemovski · Tljaratinski · Tsjarodinski · Tsoemadinski · Tsoentinski